# 西京銀行
株式会社西京銀行（さいきょうぎんこう、英: THE SAIKYO BANK, LTD.）は、山口県周南市に本店を置く第二地方銀行。

## 概要
首都圏への積極的な進出やインターネット銀行構想、邦銀初の女性副頭取を置くなど女性の起業や社会進出を支援する姿勢を前面に押し出している。
ただ、その後、インターネット銀行構想の挫折に加え、2000年から2005年にかけて発覚した行員による不祥事4件について、金融庁への報告義務を怠っていたことが判明。対象の不祥事はいずれも行員による着服行為であり、同庁には届けずに処理し、被害額は既に弁済されたという。また財務局へ3件の内部告発があり、更に内部調査で1件が発覚した。これを受けて財務省中国財務局は2006年5月26日、西京銀行に対し内部管理体制の立て直しなどを求める業務改善命令を発動した。日銀出身の大橋光博頭取は「これまで進めてきた改革が内部の抵抗で十分に受け入れられず、それが内部告発につながった」と主張。内部の抵抗として東京戦略や女性の積極登用（東京戦略の中心で、邦銀初の女性副頭取だった銭谷美幸副頭取。次期頭取の有力候補と見られていた）、ライブドアとのインターネット銀行の設立構想（後述参照）を挙げた。結局、大橋頭取は不祥事の責任を取る形で2006年6月末付けで辞任。銭谷副頭取も退任した（公式には任期満了に伴うものとされた）。後任にはプロパーである渡邊孝夫相談役が就任。東京戦略の見直しと地元回帰路線を進め経営改善を図った。
2010年には第7代頭取として平岡英雄が昇格した。

### インターネット専業銀行構想
2005年1月24日、インターネット関連企業のライブドアと提携してインターネット専業銀行「西京ライブドア銀行」を設立することを明らかにした。既に証券業進出を果たしていたライブドアの金融事業の強化を図ることを目指しており、銀行業の免許取得次第、2005年内にも営業を開始する意向であったが、翌年3月29日、ライブドア旧経営陣の逮捕・起訴などを受けて提携を解除し、計画は中止された。

### 本店移転構想
2026年夏ごろにJR徳山駅近くに移転新築する計画があり、本社ビルの愛称は「徳山テラス」としている。

## 店舗

### 店舗網
山口県内を中心に店舗を構える。事業の見直しに伴い小規模店舗のブランチインブランチ化を推進しているため、実態店舗は44店。また県外では福岡県・広島県に店舗を設置するほか、東京、大阪にローンセンターを、2016年6月13日には、顧客の中国・東南アジア事業支援を目的に那覇市に沖縄事務所を開設した。

### ネット支店
2010年12月24日、中国地方に本拠を置く銀行としてはトマト銀行（岡山県）に次いで2番目となるインターネットバンキング専業支店であるウェブ一丁目支店（現・アクト支店）を開設した。支店コードは044で、広島支店のブランチインブランチとなっていた大阪支店の口座勘定を継承した上で業態転換した形となっている。

## 沿革
- 1930年（昭和5年）11月17日 - 徳山無尽共益株式会社設立。
- 1944年（昭和19年）2月1日 - 徳山無尽共益株式会社、下関無尽株式会社、宝永無尽株式会社が合併し、山口無尽株式会社を設立。
- 1951年（昭和26年）10月20日 - 相互銀行法（昭和26年法律第199号）の規定により相互銀行の免許を受け、株式会社山口相互銀行に商号変更。
- 1984年（昭和59年）4月1日 - 山口県指定代理金融機関となる。
- 1989年（平成元年）2月1日 - 金融機関の合併及び転換に関する法律（昭和43年法律第86号）に基づく認可により普通銀行に転換し、株式会社西京銀行に商号変更。
- 2001年（平成13年） - この年開催された地方博覧会「山口きらら博」に富士通と共同でパビリオン「ファンタジーサーカス」を出展。パビリオン内に移動店舗車「さいきょうきらら号」を設けた。
- 2005年（平成17年）1月24日 - ライブドアとの共同によるインターネット専業銀行である「西京ライブドア銀行」の設立計画を発表。
- 2006年（平成18年）3月29日 - 西京ライブドア銀行設立計画の中止を発表。
- 2008年（平成20年）5月 - 2007年度決算で連結当期損失56億円を計上。無配に。
- 2009年（平成21年）3月27日 - 大阪に本部を置くノンバンクのイッコー（現・Jトラスト）と業務提携。西京カード（現・MIRAI）の共同出資移行で合意。
- 2010年（平成22年）12月24日 - インターネット専業支店「ウェブ一丁目支店」を開設[17][18]。
- 2014年（平成26年）1月28日 - 西京カードの株式を再取得。連結子会社化。
- 2015年（平成27年）9月15日 - アイザワ証券と包括的業務提携を締結[20]。
- 2016年（平成28年）4月18日 - インターネットバンキングを活用し、手続を簡素化したクラウドファンディングである「ふるさと投資サービス」を開始[21][22]。

## 関係会社
連結子会社
- きらら債権回収株式会社
- 株式会社エス・ケイ・ベンチャーズ
- 株式会社西京システムサービス
- 西京カード株式会社
- 投資事業有限責任組合さいきょう地方創生ファンド

## 勘定系システム
富士通開発・同社メインフレームの勘定系システムであるPROBANKが稼動させている。また、2011年9月には第2世代（PROBANK-R2）の稼動が開始されており、西京銀は2014年1月にリプレースした。2021年9月に次期勘定系システムとしてBIPROGY開発のBankVisionの採用が決定した。BankVisionは2024年5月6日に稼働開始した。

## ACT SAIKYO
ACT SAIKYO（アクト さいきょう）は、西京銀行の女子実業団バドミントンチーム。西京銀行地域連携部内に事務局を置く「特定非営利活動法人ACT SAIKYO」が運営する。
2010年（平成22年）に西京銀行の行員により設立すると、いきなり同年の全日本実業団バドミントン選手権大会でベスト16入り、翌年には日本リーグ2部昇格を果たす。2014年に2部優勝すると、翌年の入れ替え戦に勝利し1部昇格。バドミントンS/Jリーグには発足初年度となる2016年度から参加している。
練習拠点は下松市の下松スポーツ公園および東洋鋼鈑体育館においていたが、2018年に周南市栗屋に専用体育館「ACTアリーナ」が完成、練習拠点を移している。

## 地域での取組
- 周南地区の地域経済活性化、子供支援活動を目的とする月刊雑誌・企画であるmiraiを積極的に応援している。同誌の表紙裏に笑顔の力という名称で、地域の子供や家族写真で埋め尽くしたページを提供している。
- 2007年1月26日、西京銀行本社と同一市内にある私立徳山大学と連携協力を結んだ。同年4月より同大において冠講座として「現代株式市場論」を実施している。